# Zebreira
Zebreira ist eine Gemeinde (Freguesia) im portugiesischen Kreis Idanha-a-Nova. In ihr leben 736 Einwohner (Stand 30. Juni 2011).